# Rhaphuma clermonti
Rhaphuma clermonti är en skalbaggsart som beskrevs av Maurice Pic 1927. Rhaphuma clermonti ingår i släktet Rhaphuma och familjen långhorningar. Inga underarter finns listade i Catalogue of Life.